# Championnats de France d'athlétisme 1982
Navigation
Championnats 1981 Championnats 1983
Les Championnats de France d'athlétisme 1982 ont eu lieu du 6 au 8 août 1982 au Stade Yves-du-Manoir de Colombes. 

## Palmarès
| Discipline             | Hommes              | Hommes         | Femmes                     | Femmes        |
| ---------------------- | ------------------- | -------------- | -------------------------- | ------------- |
| 100 m                  | Antoine Richard     | 10 s 38        | Rose-Aimée Bacoul          | 11 s 31       |
| 200 m                  | Hermann Lomba       | 20 s 54        | Rose-Aimée Bacoul          | 22 s 90       |
| 400 m                  | Pascal Barré        | 46 s 56        | Marie-Christine Champenois | 53 s 78       |
| 800 m                  | José Marajo         | 1 min 46 s 02  | Nathalie Thoumas           | 2 min 04 s 84 |
| 1 500 m                | Alex Gonzalez       | 3 min 38 s 50  | Véronique Rusch            | 4 min 20 s 09 |
| 3 000 m                | -                   | -              | Martine Pajot              | 9 min 12 s 54 |
| 5 000 m                | Jacky Boxberger     | 13 min 43 s 01 | -                          | -             |
| 10 000 m               | Philippe Legrand    | 28 min 27 s 29 | -                          | -             |
| 100 m haies            | -                   | -              | Laurence Machabey          | 12 s 90       |
| 110 m haies            | Philippe Hatil      | 13 s 98        | -                          | -             |
| 400 m haies            | Serge Guillen       | 50 s 71        | Chantal Réga               | 56 s 78       |
| 3 000 m steeple        | Joseph Mahmoud      | 8 min 26 s 11  | -                          | -             |
| Saut en longueur       | Denis Pinabel       | 7,85 m         | Jeanne Nilusmas            | 6,28 m        |
| Triple saut            | Christian Valétudié | 16,50 m        | -                          | -             |
| Saut en hauteur        | Franck Verzy        | 2,24 m         | Maryse Ewanje-Epée         | 1,89 m        |
| Saut à la perche       | Pierre Quinon       | 5,55 m         | -                          | -             |
| Lancer du poids        | Luc Viudès          | 19,11 m        | Léone Bertimon             | 16,53 m       |
| Lancer du disque       | Namakoro Niaré      | 56,64 m        | Isabelle Accambray         | 51,58 m       |
| Lancer du marteau      | Philippe Suriray    | 67,48 m        | -                          | -             |
| Lancer du javelot      | Péta Tauhavili      | 80,76 m        | Catherine Dupont           | 54,92 m       |
| Décathlon / Heptathlon | Didier Claverie     | 7 790 pts      | Florence Picaut            | 5 899 pts     |